# Embarcadero de Nativitas
Xochimilco es considerado patrimonio cultural de la humanidad. Durante el año, 1.200.000 personas nacionales y extranjeras, visitan este sitio. Un punto de referencia importante a la hora de recorrer los canales de Xochimilco, es el embarcadero de Nativitas, el cual se encuentra cerca del mercado de plantas, en el camino Xochimilco – Tulyehualco en el pueblo de Santa María Nativitas de Zacapan. Este lugar no solo es uno de los más grandes, sino uno de los más importantes, ya que en sus alrededores se pueden encontrar un mercado de artesanías y un mercado de comida.

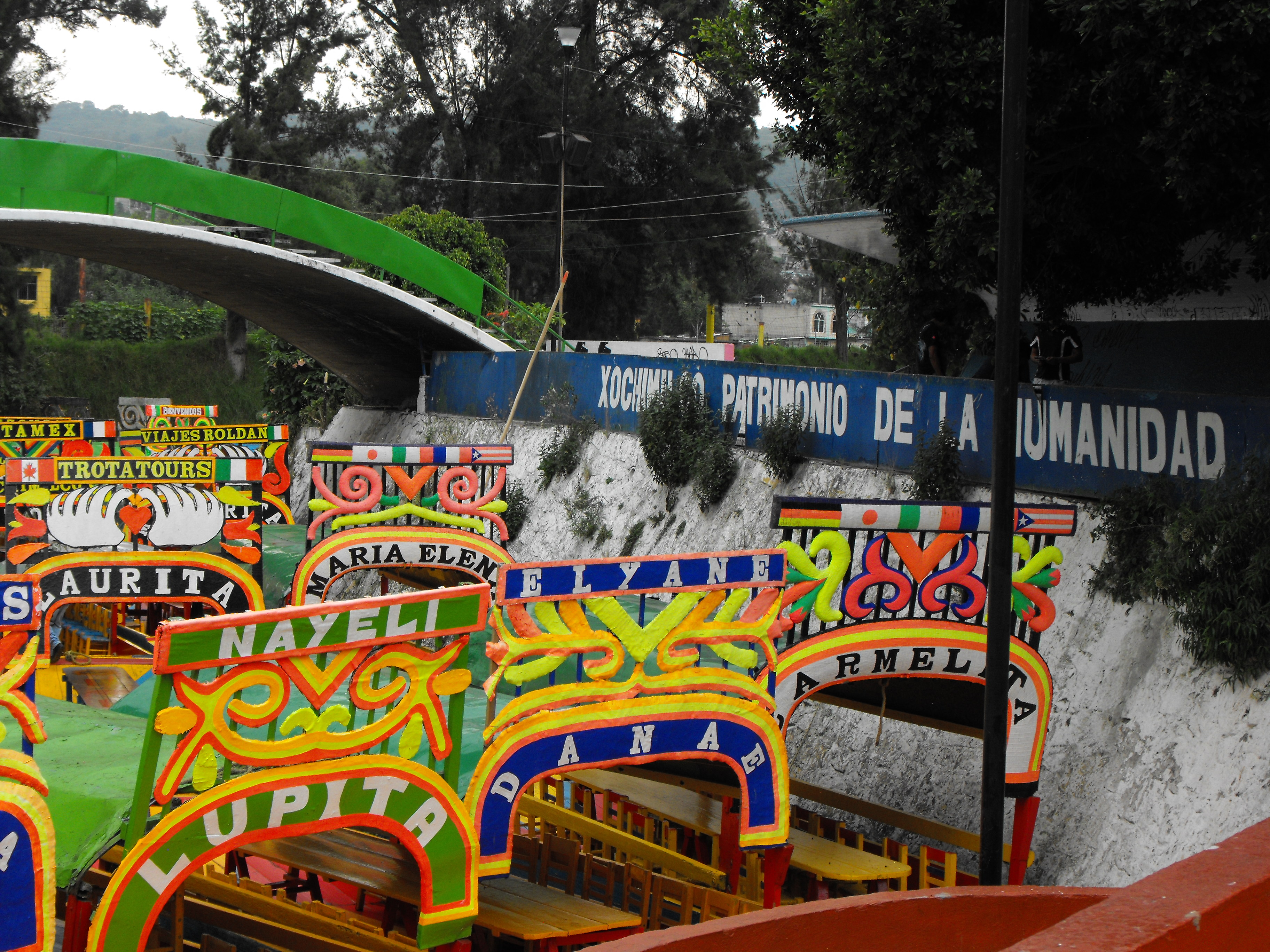
embarcadero nativitas

En Xochimilco, se pueden encontrar cientos de trajineras, que son unas lanchas sin motor, con techo, decoradas con un letrero cada uno, el cual lleva el nombre de una mujer. El más común es “Lupita”, en honor a la Virgen de Guadalupe, la Santa Patrona de México. Un viaje en trajinera desde el embarcadero de Nativitas tiene un costo de $500 pesos por hora, sin importar el número de personas que aborden la misma, teniendo un límite de 20 personas.
El recorrido más frecuente desde el embarcadero de Nativitas es el que se realiza en dirección al embarcadero de Caltongo, el cual se encuentra ubicado en el barrio de San  Cristóbal, en dirección al centro de Xochimilco. Los viajes promedio son de aproximadamente 2 horas, y se realizan por un canal turístico, en el cual el viajero puede encontrar en el camino desde al vendedor de los tradicionales elotes calientes, que viaja en una chalupa con su anafre y su olla llena de elotes; hasta el vendedor de muñecas tradicionales y ropa regional mexicana. Es común detenerse a comprarles a estos vendedores.
En el embarcadero de Nativitas también puedes encontrar al tradicional mariachi que puede amenizar tu trayecto o también se puede encontrar a la típica marimba. El precio de cada canción oscila en los $100 pesos. Los canales son vigilados por policías que recorren los canales en lanchas motorizadas, por lo cual se vive un ambiente de seguridad en torno al embarcadero. Así mismo, por ser uno de los embarcaderos más grandes, cuenta con un espacio para estacionamiento amplio, en el cual caben más de 100 coches.
El embarcadero de Nativitas es un lugar en el que constantemente se presentan obras de teatro, pues es un lugar en el que se busca preservar la cultura y las tradiciones. Las obras que se presentan, son muy diversas, al igual que los costos para poder verlas, y son producidas por pequeñas y grandes compañías.
En las cercanías del embarcadero, el turista puede encontrar chinampas (extensiones de tierra en medio de los canales), las cuales son espacios que se utilizan para la siembra, para jardines botánicos, baños públicos, casas y hasta salones de eventos muy bonitos que mantienen la esencia de la aventura en los canales de Xochimilco.